# Вараксины
Вара́ксины — древний русский дворянский род новгородского происхождения.
При подаче документов (21 ноября 1686), для включения рода в Бархатную книгу, была предоставлена родословная роспись Вараксиных, за подписью Фёдора Вараксина.
Род внесён в родословные книги: от Фёдора Тимофеевича — в VI часть Вологодской и Московской губерний, от Петра Яковлевича — в VI часть Новгородской губернии.

## История рода
Вараксины выехали из Пруссии. Выехавший назывался Варакса, а от него и весь род именуется.
Самые ранние сведения о Вараксиных относятся к новгородским землям. В писцовой книге Деревской пятины значатся помещики Лёва и Микитка Ивановы дети Вараксины (1495). Семён Вараксин послан с грамотами к царю (1553). Епифанский казак Степыка (Степан) Михайлович был повёрстан в дети боярские (1585), и впоследствии там же упомянуты дети боярские Данила Михайлович (1591) и Данила Степанович (1606).
В первой четверти XVII века Вараксины служили по Смоленску и были в польском плену в Смутное время шесть представителей рода. Алексей и Александр Вараксины получили грамоты на Смоленские поместья от Сигизмунда III. Смоленец Прокофий Иванович за подмосковные службы и за раны получил денежную придачу (1613), был выборным на Соборе (1642).
Тимофей Вараксин владел поместьем в Вологодском уезде (1628), потомство его внесено в родословную книгу Вологодской и Московской губерний.
Следующие две ветви Вараксиных внесены в родословную книгу Новгородской губернии, но представленные родословные не выдерживают критики, так как, для того, чтобы признать его правильным нужно допустить чуть не 100 лет в среднем на одно поколение.
Эта ветвь, как и первая, владела поместьями в Деревской пятине. Ипат Мелентьевич был приставом у венецианского посла (1655), вторым воеводою в Опочке (1656).
Пятеро Вараксиных владели населёнными имениями (1699).

## Известные представители
- Вараксин Василий Деревянин (Деревнин) — московский дворянин (1658).
- Вараксин Яков — подьячий, воевода в Ржеве (1664-1665).
- Вараксин Фёдор Афанасьевич — московский дворянин (1681).
- Вараксин Иван Фёдорович — стольник  (1692)[5][6][2].
- Вараксин Тимофей Максимович — (2006-н.в.)